# (421) Церингия
(421) Церингия (нем. Zähringia) — астероид главного пояса, который принадлежит к редкому спектральному классу S. Он был открыт 7 сентября 1896 года немецким астрономом Максом Вольфом в обсерватории Хайдельберг и назван в честь древнего немецкого рода Церингены.

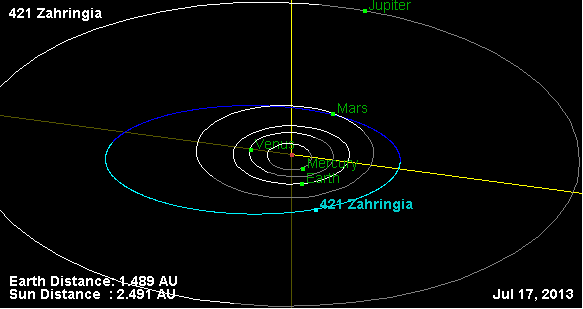
Орбита астероида Церингия и его положение в Солнечной системе